# Agora É Tarde
Agora É Tarde foi um programa de televisão brasileiro produzido pela Eyeworks (antiga Cuatro Cabezas) e originalmente exibido pela Band entre os dias 29 de junho de 2011 e 27 de março de 2015. O programa faz parte do gênero late-night talk show, um programa de entrevistas exibido nos finais de noite com um lado cômico, sendo um dos gêneros mais populares de talk show e com o maior número de atrações nos Estados Unidos.
A criação do programa foi feita pelo comediante stand-up e então repórter do CQC Danilo Gentili, que foi seu primeiro apresentador, e contava no elenco com os também comediantes stand-up Léo Lins e Murilo Couto, com Marcelo Mansfield como narrador e, mais recentemente, Juliana Oliveira como assistente de palco. O programa também contava com o Ultraje a Rigor como a banda do programa. No final de 2013, Gentili e sua equipe se mudaram para o SBT, após uma proposta feita pela emissora. No ano seguinte, passaram a apresentar na emissora até o presente o The Noite com Danilo Gentili, com o mesmo formato de Agora É Tarde.
Mesmo com o desfalque sofrido no programa, a direção da Band decidiu mantê-lo no ar e escalou Rafinha Bastos, sócio de Gentili no bar de comédia Comedians e ex-apresentador do CQC, para assumir a sua apresentação. Além dele, os comediantes Gustavo Mendes e Marco Gonçalves entraram para o programa, que manteve Marcelo Mansfield como narrador e colocou André Abujamra como líder da nova banda do programa.
Apesar da audiência satisfatória, o seu cancelamento foi anunciado em 2015, a Band decidiu colocar Rafinha novamente no CQC, que estava com queda na audiência. Porém, Rafinha não aceitou voltar ao seu antigo programa e acabou sendo demitido da emissora logo em seguida.

## Formato
Inspirado no formato dos late-night talk shows dos Estados Unidos, formato consagrado por Johnny Carson, o Agora É Tarde apresenta tradicionais entrevistas em um sofá, contando também com a participação do elenco do programa em outros segmentos do programa, contando com piadas sobre o noticiário do dia.

## História

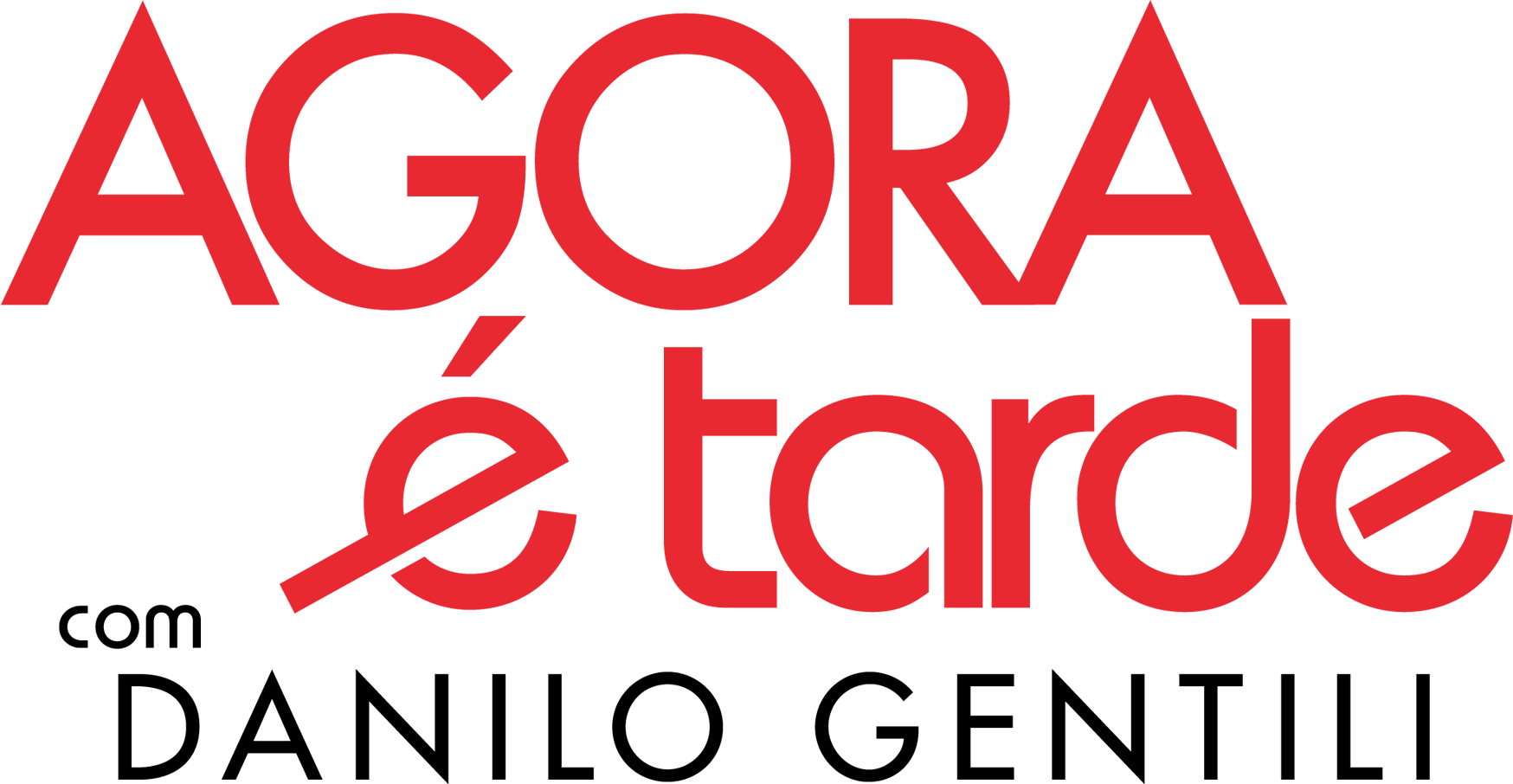
Logotipo do programa, usado no período em que foi apresentado por Danilo Gentili

### Criação do programa
Ainda na época em que era repórter do Custe o Que Custar, Danilo Gentili apresentou um projeto de talk show para a direção da Band em 2009, na época da renovação de seu contrato com a emissora. Gentili exigiu da emissora que o piloto do programa fosse feito para que ele renovasse o contrato. Após insistir muito, o projeto foi aprovado pela emissora e os primeiros pilotos do programa foram gravados, em um acordo com a emissora que previa exibir seis episódios do programa durante um período de dois meses. Logo depois, a banda Ultraje a Rigor foi cogitada por Gentili como banda do programa em março. A participação da banda no elenco do programa foi confirmada logo em seguida.

### Danilo Gentili (2011–2013)

#### Estreia do programa
Inicialmente datado para estrear em maio, o primeiro programa foi ao ar em uma quarta-feira, no dia 29 de junho. De acordo com a imprensa, estreia do programa foi adiada por causa da falta de convidados, que teriam medo do estilo ácido que Gentili usava quando era repórter do CQC. Logo após isso, o então diretor artístico da emissora, Helio Vargas, justificou o atraso, dizendo que o programa passou apenas por alguns ajustes após a gravação de pilotos. O atraso ocorreu também por mudanças no cenário do programa.
O primeiro entrevistado do programa seria o político e empresário Paulo Maluf, mas devido a agenda do político, o humorista Marcelo Adnet foi entrevistado do primeiro programa, sendo que no dia seguinte a entrevista foi com a jornalista Marília Gabriela. A maior audiência do primeiro ano foi a entrevista com Ratinho.

#### 2011–2012: Sucesso e novos dias de exibição
Após o programa alcançar os resultados esperados pela direção da Band, em 20 de setembro também passa a ser exibido às terças-feiras, após o programa A Liga, em substituição ao horário em que era exibida a série Os Anjos do Sexo. Anteriormente a faixa estava reservada para a exibição do reality show Projeto Fashion.
Entre janeiro e março de 2012, o elenco do programa ganharia férias, e seriam apresentadas reprises dos melhores momentos do programa. Isso não aconteceu devido ao sucesso alcançado pelo programa, o que fez que a Band continuasse com exibições inéditas do programa. Marcelo Mansfield, que tinha marcado apresentações de stand-up no Canadá, teve que adiar seus shows no país para voltar às gravações do programa.
Com o sucesso do programa, a BandNews FM, rede de rádio de notícias pertencente ao Grupo Bandeirates, passa a transmitir o programa simultaneamente com a Band para a sua rede de emissoras. A rádio passou a transmitir o programa no dia 24 de janeiro de 2012. No lugar dos intervalos exibidos pela Band, a rádio insere boletins com notícias atualizadas.
Na gravação do dia 28 de março de 2012, durante o quadro Mesa Vermelha, Marcelo Mansfield teve uma discussão com Léo Lins. Lins fez uma pergunta à Édgar Vivar, convidado da atração, se ele teria uma pílula para diminuir a barriga de Mansfield. Tal pílula, no seriado Chapolin, do qual Vivar participava, servia para diminuir de tamanho para fugir de inimigos. Mansfield gritou com Lins e deixou a gravação do programa. A discussão foi falsa, e se tratava apenas de uma piada de dia da mentira.
A partir de sua 100ª exibição, exibida no dia 6 de abril, o programa também passou a ser exibido às sextas-feiras. Na ocasião, a dupla sertaneja Edson & Hudson foram os entrevistados do programa.
No dia 8 de junho, o programa conseguiu a sua maior audiência do ano ao entrevistar a cantora Valesca Popozuda. O recorde foi batido no dia 5 de julho de 2012 na entrevista com o ex-jogador Neto.

#### 2012–2013: ConcursosTeste do SofáeZorra Total
Logo após a briga com Marcelo Mansfield, Léo Lins e Murilo Couto, que não brigou com o humorista, saíram do cenário do programa para se focarem apenas em reportagens. A partir disso é criado o concurso Teste do Sofá, onde se procura uma assistente de palco para o programa. Em cada semana, uma candidata a vaga é entrevistada no programa, sendo que o material é usado para a seleção da candidata.
O concurso ficou no ar durante três meses, até que a candidata Juliana Oliveira ganhou o concurso, na final exibida no programa de 29 de junho, data em que o programa comemorou um ano no ar. Posteriormente, Danilo Gentili revelou, durante uma participação sua no programa Mulheres, da TV Gazeta, e no Fofocando, do SBT, que o concurso foi criado porque a direção da Band tinha intenção de colocar mulheres consideradas "gostosas" no programa. Gentili não concordou com a ideia da emissora, já que considera que o ele deve ser visto por quem goste do programa e não por causa de "bundas", e exigiu que o concurso fosse aberto para qualquer pessoa pudesse participar.

#### Veto do especial de Natal
Em dezembro de 2013, foi gravado um especial de Natal do programa, reunindo a equipe do programa além de convidados considerados subcelebridades pela mídia, como Heloísa Faissol, socialite cantora de funk e Inês Brasil, que ficou conhecida na internet pelo seu vídeo de inscrição para o Big Brother Brasil. A direção da Band considerou o programa como inadequado para ser exibido na ocasião e cancelou a exibição do programa. Em entrevista ao portal iG, Danilo Gentili admitiu que passou dos limites no programa e que não se chateou com a decisão da emissora.

#### Saída de Danilo Gentili e sua equipe da Band
Após o veto de especial de Natal do programa pela Band, começaram a sair notas na imprensa especulando a saída do apresentador Danilo Gentili da Band. O destino provável, segundo a coluna Outro Canal, do jornal Folha de S.Paulo, seria o SBT. Daniel Castro, que mantém o portal Notícias da TV no UOL, anunciou que o apresentador assinaria com a emissora até a segunda quinzena de janeiro. Flávio Ricco, também do UOL, confirmou a data para sexta-feira, dia 27.
Gentili realmente assinou contrato com o SBT no dia 27 de dezembro, por volta das 17h. Além de Gentili, todo o elenco do programa assinou com a emissora, com a exceção de Marcelo Mansfield, que optou por cumprir com o contrato com a Band até 2015. O apresentador ganhará na emissora um novo talk show diário à meia-noite, aos moldes de Agora É Tarde, antes do Jornal do SBT. A Band decidiu continuar com o programa no ar em 2014, mesmo com a saída do apresentador para outra emissora.
A Band processou o SBT e Danilo Gentili por quebra de contrato e em 2022, a justiça decidiu que o SBT deveria parar R$ 3 milhões de indenização à Band.

### Rafinha Bastos (2014–2015)

#### Especulações sobre o novo apresentador
Após a saída de Danilo Gentili e sua equipe do programa para o SBT, a imprensa começou a noticiar os possíveis novos apresentadores do programa. Dani Calabresa, que então ancorava o Custe o Que Custar, Rafinha Bastos, que já foi do CQC e após a saída do programa fez a edição brasileira do Saturday Night Live na RedeTV!, e até o apresentador do Brasil Urgente, José Luiz Datena, foram cotados como possíveis substitutos a Gentili no programa.
Aproveitando a onda de especulações, o humorista Rodrigo Fernandes, criador do blog de humor Jacaré Banguela, se auto confirmou como novo apesentador do programa. Fernandes recebeu parabéns de personalidades como Eliana, Marcos Mion, Rafinha Bastos, e até de Danilo Gentili por ter ganhado a apresentação do programa. Em seguida, em entrevista para o portal R7, o humorista explicou que isso era apenas uma brincadeira e que não iria assumir o Agora É Tarde.

#### Confirmação de Rafinha Bastos no programa
O jornalista Daniel Castro, através de uma nota em seu site Notícias da TV, confirmou Rafinha Bastos como o novo apresentador do programa. Bastos negou que iria assumir o programa em sua conta no Twitter, e que ira apenas se focar em seu trabalho no jornalístico A Liga. A assessoria de imprensa da Band também negou.
Uma semana depois, o colunista Flávio Ricco disse que Bastos fechou um acordo com o diretor artístico da emissora, Diego Guebel, para assumir o programa. A Band não confirmou Rafinha Bastos como novo apresentador do programa após a publicação da nota, mas por meio de uma foto de uma carta publicada no Facebook, destinada à Caixa Econômica Federal em tom sarcástico, o humorista confirmou que iria assumir o programa. A atração irá ganhar novos cenários e vinhetas e deve estrear no mês de março.

#### Divulgação e estreia
Os primeiros três teasers apresentado Rafinha Bastos como o novo apresentador do programa foram apresentados primeiramente nos intervalos comerciais da Band a partir do dia 11 de fevereiro, uma terça-feira. No primeiro deles, o humorista Gustavo Mendes, fantasiado como seu personagem de Dilma Rousseff, liga para Rafinha dizendo que encontrou um emprego para ele como o apresentador do Agora É Tarde. O segundo mostra o cotidiano de Rafinha, mostrando como o apresentador estaria se preparando para apresentar o programa. Já no terceiro, são usadas declarações dele sobre a sua entrada no CQC, a sua saída dele, e sobre a convocação para apresentador o talk show de forma cômica.
Outro teaser foi exibido no dia 23 de fevereiro, dentro do programa Pânico na Band. O teaser exibe resumidamente o vídeo Suicídio, do canal do YouTube do apresentador, no qual ele tentaria se matar por não ter um programa de TV, até que supostamente alguém da Band liga para ele oferecendo a apresentação do Agora É Tarde. Após o vídeo, Rafinha aparece dançando dentro dos estúdios da Band a música I Will Survive, de Gloria Gaynor, junto com o elenco da emissora.

#### Estreia de Rafinha Bastos
A estreia de Rafinha Bastos no comando do programa estava programada para o dia 11 de março, um dia seguinte da estreia de The Noite, novo programa do antigo apresentador. Para evitar a concorrência direta logo na estreia e aproveitar os altos índices de audiência conseguidos com as partidas do Campeonato Paulista, a Band marcou a estreia para o dia 5 de março, uma quarta-feira de cinzas.
O primeiro entrevistado do programa foi o cantor sertanejo Luan Santana. O músico Lobão e cantor e apresentador do Todo Seu Ronnie Von são convidados dos programas seguintes. A estreia do programa com a entrevista feita com Luan Santana garantiu uma média de 4 pontos de audiência na grande São Paulo, o que fez que o programa ficasse em terceiro lugar na colocação do Ibope.

### Cancelamento
Devido a um cortes de gastos na Band, a emissora anunciou que o programa seria cancelado. O Agora É Tarde, sob o comando de Rafinha Bastos, apesar da boa audiência, não eram números que justificassem os altos custos de produção do programa e nem o faturamento, que estava abaixo do esperado pela emissora. A Band, porém, afirma que "sob o comando de Rafinha Bastos o objetivo artístico do programa foi plenamente alcançado". O programa teria saído do ar logo em 2014, em um pacote de cancelamentos que a Band fez naquele momento, quando acabou com os programas Polícia 24h, Sabe ou não Sabe e Tá na Tela, mas a direção decidiu investir melhor no programa para que ele obtivesse resultados melhores. A Band dispensou toda equipe do programa. O horário de exibição do programa foi ocupado por séries.Rafinha Bastos seria colocado novamente no CQC, porém, por ter recusado a proposta, foi demitido.
O cancelamento, que seria apenas em 10 de abril, foi adiantado para 27 de março, devido as brincadeiras e piadas com a situação sofrida pelo programa por parte de seu elenco, o que incomodou a direção da Band e adiantou o cancelamento.
Apesar do cancelamento, o site Notícias da TV adiantou que a Band pretende voltar a contar com um late-night talk show em sua programação.

## Sucesso e reconhecimento
O programa foi iniciado como uma “aposta com o pé atrás” pela emissora, por ter sido iniciado sem nenhum patrocinador e com poucos convidados se dispondo a serem entrevistados. Com o tempo a equipe mostrou o contrário, trazendo atrações e quadros inovadores, tendo o humor inteligente como carro-chefe. Em poucos meses passou a ser um dos principais líderes de audiência da emissora, o que rendeu elogios e sucesso junto ao público.

## Críticas
No programa de estreia o crítico do UOL, Maurício Stycer comentou dizendo: "Resta ver se a fórmula será capaz de funcionar por muito tempo e, mais difícil, se o público reconhecerá e dará apoio ao apresentador neste terceiro papel que está encarnando." A jornalista Patrícia Kogut do site Globo.com, segundo ela "Como entrevistador do “Agora é tarde”, Gentili tem a integridade física garantida, mas corre o risco de ser diminuído de outra maneira". Além das premiações, o programa vem adicionando críticas positivas tanto quanto pela qualidade do produto quanto pelo trabalho do seu apresentador, Danilo Gentili. De acordo com o colunista Flávio Ricco, do UOL, "O Danilo se mostrou, antes de mais nada, um trabalhador. Muito do que está aí se deve à sua garra e perseverança". O colunista Renato Kramer do site "F5" do site da Folha de S.Paulo relacionou os programas do gênero no país como "Sem imaginação ao criar as suas pautas". Houve também comentários negativos sobre o programa exibido no dia 12 de abril de 2012.

## Prêmios e indicações
| Ano  | Prêmio                           | Nomeação       | Categoria                                    | Resultado | Ref.            |
| ---- | -------------------------------- | -------------- | -------------------------------------------- | --------- | --------------- |
| 2011 | Prêmio Melhores da Revista da TV | Agora É Tarde  | Melhor programa da TV aberta                 | Venceu    | [ 99 ]          |
| 2011 | Prêmio Melhores da Revista da TV | Danilo Gentili | Melhor apresentador da TV aberta             | Venceu    | [ 99 ]          |
| 2012 | Troféu Imprensa                  | Agora É Tarde  | Melhor programa de entrevistas               | Venceu    | [ 100 ]         |
| 2012 | Meus Prêmios Nick                | Danilo Gentili | Apresentador de TV favorito                  | Indicado  | [ 101 ]         |
| 2013 | Troféu Imprensa                  | Agora É Tarde  | Melhor programa de entrevistas               | Venceu    | [ 102 ] [ 103 ] |
| 2013 | Troféu Imprensa                  | Danilo Gentili | Melhor Animador ou Apresentador de Auditório | Indicado  |                 |
| 2013 | Meus Prêmios Nick                | Danilo Gentili | Apresentador de TV favorito                  | Indicado  | [ 104 ] [ 105 ] |
| 2014 | Troféu Imprensa                  | Agora É Tarde  | Melhor programa de entrevistas               | Indicado  |                 |